# Sunburg
Sunburg é uma cidade localizada no estado americano de Minnesota, no Condado de Kandiyohi.

## Demografia
Segundo o censo americano de 2000, a sua população era de 110 habitantes.
Em 2006, foi estimada uma população de 103, um decréscimo de 7 (-6.4%).

## Geografia
De acordo com o United States Census Bureau tem uma área de
1,4 km², dos quais 1,3 km² cobertos por terra e 0,1 km² cobertos por água. Sunburg localiza-se a aproximadamente 369 m acima do nível do mar.

## Localidades na vizinhança
O diagrama seguinte representa as localidades num raio de 24 km ao redor de Sunburg.